# Aphodius militaris
Aphodius militaris là một loài bọ cánh cứng trong họ Scarabaeidae. Loài này được Leconte miêu tả khoa học năm 1858.